# 광양 불암산성
광양 불암산성(光陽 佛岩山城)은 대한민국 전라남도 광양시 진상면 비평리에 위치한 테뫼식 산성으로, 1999년 12월 30일에 전라남도 기념물 제177호로 지정되었다.

## 개요
전라남도 광양시 진상면 비평리에 있는 산성으로, 산꼭대기 아랫부분을 빙둘러 쌓아올렸다. 건너편 삼각봉에도 자그마한 산성이 있어 불암산성과 함께 비촌현을 방어했던 것으로 보인다. 동서쪽으로 길게 뻗은 사다리꼴로, 성벽 전체 둘레는 500m이고, 가장 높은 곳은 334m, 성벽의 너비는 530∼600m이다.
성 안에서 기와와 토기조각 등의 유물이 발견되고 있는데 백제 지역에서 출토되는 유물들과 그 양상이 같아 백제 때 만든 산성으로 보인다.
이 지역의 고대사 외에도 백제의 지방통치 체계를 이해하는데 중요한 자료로 쓰이는 산성이다.

## 참고 자료
- 광양 불암산성 - 국가유산청 국가유산포털